# Leôncia Porfirogênita
Leôncia (457 – 479 (22 anos)) foi filha do imperador romano do Oriente Leão I, o Trácio com sua esposa Élia Verina; ela era a irmã mais nova de Ariadne, contudo, diferente da irmã, poderia reivindicar o trono real pois havia nascido no primeiro ano de reinado de seu pai (457).

## História
Leão, que ascendeu ao trono por méritos militares, não possuía laços familiares com a aristocracia romana, e por isso usou do casamento de suas filhas para reforçar sua posição: como Ariadne havia se casado com o general isauro Tarasicodissa (futuro Zenão), o casamento de Leôncia foi designado a outro componente do exército, o filho do mestre dos soldados (magister militum) alano Áspar. Aconteceu porém, que com o anúncio do casamento entre Leôncia e Júlio Patrício (filho de Áspar) motins populares eclodiram (470): para o clero e o povo de Constantinopla, era inaceitável a possibilidade de Patrício por ser ariano tornar-se imperador. Os motins só cessaram quando Áspar e Leão prometeram aos bispos da cidade que Patrício se converteria à ortodoxia antes de se tornar imperador, e que só após a conversão, ele se casaria com Leôncia.
Em 471, Julio Patrício desapareceu das crônicas: seu pai Áspar e seu irmão Ardabúrio foram assassinados neste ano a mando de Leão I. Leôncia estava então casada com Marciano, filho do imperador do ocidente Antêmio: o casamento ligava as duas casas reais, do Oriente e do Ocidente. Aconteceu porém, que Antêmio morreu em 472, sendo sucedido por Olíbrio, e com a morte de Leão I, o Trácio em 474, Zenão subiu ao trono do Oriente junto de seu filho e herdeiro legitimo Leão II. Expulsos ambos do trono, Marciano e Leôncia armaram uma revolta contra Zenão em 479; esta revolta foi fomentada a partir do direito de sucessão que Leôncia albergava sobre sua irmã Ariadne (ela seria uma porfirogênita, enquanto que a irmã teria nascido antes do pai ser imperador), contudo a revolta foi sufocada e Marciano e Leôncia foram exilados na Isáuria.